# Amphiura flexuosa
Amphiura flexuosa är en ormstjärneart som beskrevs av Ljungman 1867. Amphiura flexuosa ingår i släktet Amphiura och familjen trådormstjärnor. Inga underarter finns listade i Catalogue of Life.